# Belonochasma
Belonochasma aenigmaticum
Genre
Espèce
Belonochasma (littéralement « bouche en forme d’aiguille ») est un genre de reptile du Mésozoïque (possiblement du Jurassique) originaire de Franconie, en Bavière, en Allemagne. L’espèce type, Belonochasma aenigmaticum, a été décrite en 1939,. Elle a été considérée à une époque comme un ptérosaure, mais cette classification a été rejetée par Oskar Kuhn en 1961, puis confirmée par Peter Wellnhofer en 1978.

## Fossiles
Selon Paleobiology Database en 2025, ce genre n'a pas de collections référencées de fossiles.